# Municipio de Garner (condado de Union)
El municipio de Garner (en inglés: Garner Township) es un municipio ubicado en el condado de Union en el estado estadounidense de Arkansas. En el año 2010 tenía una población de 348 habitantes y una densidad poblacional de 2,57 personas por km².

## Geografía
El municipio de Garner se encuentra ubicado en las coordenadas 33°10′26″N 92°55′36″O / 33.17389, -92.92667. Según la Oficina del Censo de los Estados Unidos, el municipio tiene una superficie total de 135.19 km², de la cual 135,17 km² corresponden a tierra firme y (0,02 %) 0,02 km² es agua.

## Demografía
Según el censo de 2010, había 348 personas residiendo en el municipio de Garner. La densidad de población era de 2,57 hab./km². De los 348 habitantes, el municipio de Garner estaba compuesto por el 89,08 % blancos, el 10,34 % eran afroamericanos, el 0,57 % eran asiáticos. Del total de la población el 4,02 % eran hispanos o latinos de cualquier raza.